# Shane O'Sullivan
Shane O'Sullivan (Irlanda, 1969) és un escriptor, productor de cinema i director de cinema irlandès, conegut per la seva feina d'investigació en l'assassinat de Robert F. Kennedy.
El seu documental RFK Must Die fou el primer documental cinematogràfic sobre el cas des de The Second Gun, realitzat per Ted Charach vint-i-cinc abans. El seu llibre relacionat amb el cas, Who Killed Bobby? The Unsolved Murder of Robert F. Kennedy, fou publicat per la Union Square Press el 5 de juny de 2008, quaranta anys després de l'assassinat.
Un dels seus darrers treballs cinematogràfics és la pel·lícula de 2010 Children of the Revolution, consistent en un documental sobre les vides d'Ulrike Meinhof i Fusako Shigenobu, dirigents de la Fracció de l'Exèrcit Roig i l'Exèrcit Roig Japonès, així com de les seves respectives filles: Bettina Röhl i Mei Shinegobu.